# Coupe des clubs champions arabes de football 1993
Navigation
Doha 1992 Riyad 1994
La coupe arabe des clubs champions 1993 est la neuvième édition de la coupe arabe des clubs champions de football. Organisée à Tunis en Tunisie, elle regroupe les clubs des pays arabes les plus performants de leur championnat national (champion, vice-champion ou vainqueur de la coupe nationale). Après un tour préliminaire entre les représentants du Maghreb, les huit équipes sont réparties en deux poules de quatre et s'affrontent une fois. Les deux premiers de chaque groupe disputent la phase finale, en match à élimination directe.
C'est le club tunisien de l'Espérance sportive de Tunis qui remporte cette édition, après avoir battu en finale les Bahreïnis du Al-Muharraq Club sur le score de trois buts à zéro.

## Équipes participantes
Huit équipes prennent part au tournoi :
- Champion de Tunisie :  ES Tunis
- Champion du Koweit 1992 :  Qadsia SC
- Champion de Bahreïn 1992 :  Muharraq CB
- Invités d'honneur :
  -  SCH Irbid
  -  Al-Quds
  -  Al-Ittihad Club
  -  Hilal AC
  -  WA Tlemcen

## Compétition

### Premier tour
Groupe A
| Rang | Équipe           | Pts | J | G | N | P | Bp | Bc | Diff |  | Résultats (▼ dom., ► ext.) |  |     |     |     |
| ---- | ---------------- | --- | - | - | - | - | -- | -- | ---- |  | -------------------------- |  | --- | --- | --- |
| 1    | ES Tunis         | 6   | 3 | 3 | 0 | 0 | 10 | 0  | +10  |  | ES Tunis                   |  | 2-0 | 2-0 | 6-0 |
| 2    | Al-Muharraq Club | 4   | 3 | 2 | 0 | 1 | 5  | 4  | +1   |  | Al-Muharraq Club           |  |     | 4-2 | 1-0 |
| 3    | Al Hussein SC    | 2   | 3 | 1 | 0 | 2 | 3  | 6  | -3   |  | Al Hussein SC              |  |     |     | 1-0 |
| 4    | Al Hilal Club    | 0   | 3 | 0 | 0 | 3 | 0  | 8  | -8   |  | Al Hilal Club              |  |     |     |     |

Groupe B
| Rang | Équipe          | Pts | J | G | N | P | Bp | Bc | Diff |  | Résultats (▼ dom., ► ext.) |  |     |     |     |
| ---- | --------------- | --- | - | - | - | - | -- | -- | ---- |  | -------------------------- |  | --- | --- | --- |
| 1    | WA Tlemcen      | 6   | 3 | 3 | 0 | 0 | 7  | 4  | +3   |  | WA Tlemcen                 |  | 2-1 | 2-1 | 3-2 |
| 2    | Qadsia SC       | 4   | 3 | 2 | 0 | 1 | 5  | 2  | +3   |  | Qadsia SC                  |  |     | 1-0 | 3-0 |
| 3    | Al-Ittihad Club | 2   | 3 | 1 | 0 | 2 | 6  | 4  | +2   |  | Al-Ittihad Club            |  |     |     | 5-1 |
| 4    | Hilal Al-Quds   | 0   | 3 | 0 | 0 | 3 | 3  | 11 | -8   |  | Hilal Al-Quds              |  |     |     |     |

### Phase finale
|  | Demi-finales     | Demi-finales     |          |   | Finale | Finale |
|  | Demi-finales     | Demi-finales     |          |   | Finale | Finale |
|  |                  |                  |          |   |        |        |
|  |                  |                  |          |   |        |        |
|  |                  |                  |          |   |        |        |
|  | ES Tunis         | 5                |          |   |        |        |
|  | ES Tunis         | 5                |          |   |        |        |
|  | Qadsia SC        | 0                |          |   |        |        |
|  | Qadsia SC        | 0                | ES Tunis | 3 |        |        |
|  |                  |                  | ES Tunis | 3 |        |        |
|  |                  | Al-Muharraq Club | 0        |   |        |        |
|  | WA Tlemcen       | Al-Muharraq Club | 0        | 2 |        |        |
|  | WA Tlemcen       |                  |          | 2 |        |        |
|  | Al-Muharraq Club | 3                |          |   |        |        |
|  | Al-Muharraq Club | 3                |          |   |        |        |

| Coupe des clubs champions arabes ES Tunis 1er titre |